# The Wolfe Tones
The Wolfe Tones és una banda de música rebel irlandesa que incorpora elements de la música tradicional d'aquesta illa a les seves cançons. El seu nom prové del rebel i patriota irlandès Theobald Wolfe Tone, un dels líders de la Rebel·lió irlandesa de 1798.

## Senzills
- A Nation Once Again (2003)
- You'll Never Beat the Irish (2002)
- World Cup Symphony (1990)
- Flow Liffey Water (1988)
- Flight of Earls (1987)
- Remember Me at Christmas (1986)
- Dreams of home (1986)
- My Heart Is in Ireland (1985)
- Janey Mac I'm Nearly Forty (1984)
- Song of Liberty (1984)
- Merman (1983)
- Irish Eyes (1983)
- Farewell to Dublin (1983)
- Admiral William Brown (1982)
- Streets of New York (1981)
- Fourteen Men/ the Punt (1979)
- Padraic Pearse (1979)
- Rock on Rockall (1975)
- Up and Away (1973)
- Highland Paddy (1973)
- On The One Road (1972)
- Snowy Breasted Pearl (1972)
- Slievenamon (1970)
- James Connolly (1968)